# Hianzisch
Als Hianzisch,  Heanzisch oder Hoanzisch (ungarisch Hiénc) wurde im 19. und bis in die zweite Hälfte des 20. Jahrhunderts jener Dialekt bezeichnet, der im „Heanzenland“,  weiten Teilen des österreichischen Bundeslandes Burgenland, gesprochen wird und zu den mittelbairischen Dialekten zählt. Heute ist der Begriff – von der Verwendung in mundartpflegerischen Organisationen wie dem Hianzenverein abgesehen – unüblich geworden.

## Charakterisierung
Der Dialekt des Burgenlandes ist südmittelbairisch und bildet die ungefähre östliche Fortsetzung der in Niederösterreich und der Oststeiermark gesprochenen Mundarten. Weil das Gebiet östlich der starken, jahrhundertealten Grenze von Österreich gegen das Königreich Ungarn liegt und nur geringe westliche Verkehrsbeziehungen bestanden, blieb es sprachlich konservativ und bewahrt westlich im Wiener Becken geschwundene Erscheinungen. Dazu gehören besonders die Diphthonge /ei/ für mittelhochdeutsch (mhd.) /e/ + /ö/ und /ou/ für mhd. /o/ sowie /ui/ für mhd. /uo/, z. B. beit ‚Bett‘, oufa ‚Ofen‘, bui ‚Bub‘. Ebenso zeichnet er sich durch teilweise bewahrten älteren Wortschatz aus.
Weitere Beispiele für den typischen ui-Laut:
| Mittelhochdeutsch | Bairisch | Hianzisch | Standarddeutsch |
| ----------------- | -------- | --------- | --------------- |
| guot              | guad     | guid      | gut             |
| muoter            | Muada    | Muida     | Mutter          |
| schuoche          | Schua    | Schui     | Schuhe          |
| ruo(we)           | Rua      | Rui       | Ruhe            |
| huot              | Huad     | Huid      | Hut             |
| genuog            | gnua     | gmui      | genug           |
| suochen           | suachn   | suicha    | suchen          |
| zuo               | zua      | zui       | zu              |
| tuoch             | Tuach    | Tui       | Tuch            |
| kruoc             | Gruag    | Grui      | Krug            |

Beispielsatz: Di Muida und da Bui tuin gmui Fuida fia d’Kui in déi tuife Trui.
Weitere Beispiele für den ei-Laut: gwéin (gewesen), Léida (Leder), séi (sie).
Eigentümlich ist auch die Verwendung von si anstelle von es, z. B. si réignt (es regnet), si tuit wéih (es tut weh).

## Heinzenland
Als man für das 1921 neu entstandene und jüngste Bundesland einen Namen suchte, war ein Vorschlag davon: „Heinzenland“, um das Land nach dem dort gesprochenen Dialekt zu benennen. Woher die Bezeichnung „Hianzn, Heanzn“ kommt, ist umstritten. Die Theorien reichen von „Heinz“ (historisierend dann auf „Heinrichs Gefolgsleute“ des Bayernherzogs Heinrich des Zänkers, des österreichischen Herzogs Heinrich Jasomirgott, der Güssinger Grafen Heinrich bzw. Henz bis zum  Salier-Kaiser Heinrich IV. bezogen) bis zu einer Spottbezeichnung aufgrund der Aussprache hianz statt des üblichen bairischen hiaz „jetzt“ im damaligen Deutsch-Westungarn.

## Auswahl hianzischer Dialektwörter
- aing – euch
- ais – Ihr (2. Person Plural)
- amasinst – umsonst
- Aompa – Blechgießkanne (vgl. dt. „Eimer“)
- aonbaun – anbauen
- aongéinzn – angänzen (etwas anbrechen, anschneiden, anbeißen etc.)
- aonhéi’m – anfangen
- aonléign – anziehen
- aonluan – anlehnen
- aonstéihn – passen
- aufzichtn – (ein Kind) aufziehen
- Baagl – Weißgebäck
- Baonl – Bohne
- Baonschoa’l – Fisole
- béigln – bügeln
- Beinl – Biene
- beangat – grob, wild, rau (z. B. a Janka = eine Jacke)
- Bidn – Fasshahn (auch: Wasserhahn)
- bléidan – beben, zittern
- blei’m – bleiben
- bloaddn – begleiten
- boona – baden
- Boun – Boden
- Brunn – Brunnen
- Buan – Knochen
- buarn – fliegen
- d’ Ehre – „Habe die Ehre“, freundschaftliche Begrüßung
- éint – drüben
- é(i)ppa – womöglich
- éitla – mancher, etwa
- Faa’l – Ferkel
- Faadl – Fuhre
- Feaschn – Ferse
- fei – bald, fast
- Green – Gang, Verbindungsweg zwischen Hof und Wirtschaftsgebäuden
- fiaranaond – füreinander
- fluign – fliegen
- Gjöül – Lärm
- Gmuafla – Kleinzeug
- gmui – genug
- gnedi – eilig
- Grui – Krug
- Grumpian – Kartoffeln (von „Grundbirnen“)
- gstott – anstatt
- guamazn – gähnen
- guggizzn – Schluckauf haben
- gwéin – gewesen
- heréint – herüben
- hiaz – jetzt
- hintawéign – unterwegs
- Humma – Hunger
- ia – ihr (3. Person Singular für Dativ von „sie“)
- in d’ Feia géihn – einen Besuch abstatten
- iwa d’ Gschriams – geradewegs
- Hoozat – Hochzeit
- Kiara – Kirche (auch: Schrei)
- kiarn – schreien
- Koo – Gebüsch
- Kupfa – Koffer
- Leaschl – unbeholfener Jugendlicher
- Lekwa – Konfitüre, Marmelade
- loona – einladen, laden
- lulan – urinieren
- Maunda – Montag
- miaratwéign – meinetwegen
- miassn – müssen
- Muam, Moam – alte Frau (von „Muhme“)
- Müli – Milch
- Moamlat – Weichei
- muana – meinen
- nauu – na, nanu
- oi- – hinab-, hinunter- (z. B.: oifojn – hinunterfallen, etwa von einer Leiter fallen oder oifoon – hinunterfahren)
- oo- – ab- (z. B.: oofojn – abfallen, etwa vom Baum fallendes Obst oder: oofoon – abfahren)
- Pflui – Pflug
- Plutza – Kürbis (auch scherzhaft für „Kopf“)
- Pleampü – unbeholfene Person
- Ruim – Rübe
- sama – sind wir
- schuim – schieben
- schuissn – schießen
- Scheahigl – Maulwurfshügel
- Schwui – Damm, Hang
- ’s is gfaüt – es ist vorbei
- söm – damals
- Trui – Truhe
- Tui – Tuch
- Ummuakkn – Gurke
- ungsteamp – ungestüm, stürmisch
- valuisn – verlieren
- Wéi – Weg
- Wian – Wien
- wöün – wollen
- zuign – ziehen
- zuilousn – zuhören
- Zwiefü – Zwiebel

## Publikationen zum burgenländischen Dialekt
- Paul Rauchbauer: Die deutschen Mundarten im nördlichen Burgenlande. Universität Wien, Dissertation, Wien 1932.
- Alexander Laky: Lautlehre der Mundarten des Pinkatales. Universität Wien, Dissertation, Wien 1937.
- Johann Neubauer: Hianzische Bliamal. Gedichte in hienzischer Mundart. 2. Auflage, Volksbildungswerk für das Burgenland, Eisenstadt 1958.
- Helga Högler: Die Mundart von Pöttsching im Burgenland. Eine sprachbiologische Studie. Universität Wien, Dissertation, Wien 1961.
- Friederike Szmudits: Die Mundart von Mattersburg. Eine wortsoziologische und sprachbiologische Untersuchung. Universität Wien, Dissertation, Wien 1961.
- Annemarie Braun: Der mundartliche Wortschatz des Burgenlandes. Universität Wien, Dissertation, Wien 1975.
- Gerhard Resch: Die Weinbauterminologie des Burgenlandes. Wien 1980 (= Schriften zur deutschen Sprache in Österreich 4).
- Eva Marion Windisch: Laut- und Formenlehre der Mundart von Unterbildein im Südburgenland. Universität Wien, Diplomarbeit, Wien 1996.
- Ulrike Kast: Die Terminologie des Acker- und Gemüsebaus von Neusiedl am See im Burgenland. Universität Wien, Diplomarbeit, Wien 1997.
- Jakob Michael Perschy: Sprechen Sie Burgenländisch? Ein Sprachführer für Einheimische und Zugereiste. Ueberreuter, Wien 2004 (5. Auflage 2010), ISBN 978-3-8000-7040-4.
- Franz Hannabauer: Erstes Burgenländisches Mundart-Wörterbuch. Mit einer Einführung in die burgenländisch-hianzische Mundart von Erwin Schranz. Burgenländisch-Hianzische Gesellschaft, Oberschützen 2007, ISBN 3-901783-12-1.
- Johann Kriegler: Kleines Lexikon der Wiesener Mundart mit besonderer Berücksichtigung alter, seltener und ausgestorbener Dialektwörter. Marktgemeinde Wiesen, Wiesen 2010 (2. Auflage 2016).
- Jakob Michael Perschy: Fließend Burgenländisch. Über unsere Mundarten. In: Oliver Rathkolb, Gert Polster, Johann Karl Kirchknopf, Rosemarie Burgstaller (Hrsg.): Burgenland schreibt Geschichte 1921–2021, Band 2 (= Wissenschaftliche Arbeiten aus dem Burgenland, Band 169). Amt der Burgenländischen Landesregierung, Abteilung 7 – Hauptreferat Sammlungen des Landes, Eisenstadt 2021, ISBN 978-3-85405-244-9, S. 361–366.
- Jakob Michael Perschy: Hundert Wörter Burgenländisch. Ein Beitrag zu 100 Jahre Burgenland. edition lex liszt 12, Oberwart 2021, ISBN 978-3-99016-193-7.
- Johann Werfring: Die Bauernsprache der Sieggrabener. edition lex liszt 12, Oberwart 2022, ISBN 978-3-99016-222-4.